# 贺翼张
贺翼张（1908年—2003年），男，江西永新人，中华人民共和国政治人物，曾任北京市政协副主席，中共北京市顾问委员会常委。